# Alexander Dunin von Przychowski
Friedrich Alexander Franz Stanislaus Dunin von Przychowski (* 6. März 1826 in Danzig; † 14. April 1916 in Erfurt) war ein preußischer Generalleutnant.

## Leben

### Herkunft
Alexander war ein Sohn des preußischen Hauptmanns Friedrich Dunin von Przychowski (1782–1838) und dessen Ehefrau Franziska, geborene Gräfin Prebendow von Przebendowski (1800–1865). Sie heiratete später den preußischen Regierungspräsidenten in Posen Gustav Adolf Ferdinand Heinrich Leo (1779–1840).

### Militärkarriere
Przychowski absolvierte die Höhere Bürgerschule in Graudenz und besuchte die Kadettenhäuser in Kulm und Berlin. Anschließend wurde er am 10. August 1843 als Portepeefähnrich dem 26. Infanterie-Regiment der Preußischen Armee überwiesen und avancierte Anfang Dezember 1843 zum Sekondeleutnant. 1849 nahm er bei der Niederschlagung der Badischen Revolution an den Gefechten bei Carlsdorf, Ubstadt, Bruchsal und Michelbach teil. Im Oktober/November 1850 war er zu Ausbildungszwecken zur Gewehrfabrik nach Sömmerda kommandiert. Am 1. Juni 1852 erfolgte seine Ernennung zum Adjutanten I. Bataillons, bevor er am 1. Juni 1853 in gleicher Eigenschaft beim I. Bataillon im 26. Landwehr-Regiment in Stendal kommandiert wurde. Ab Oktober 1855 war Przychowski Kompanieführer bei diesem Bataillon und stieg bis Ende Mai 1859 zum Hauptmann auf. Am 1. Mai 1860 wurde er zum 26. kombinierten Infanterie-Regiment kommandiert, aus dem Anfang Juli 1860 das 3. Magdeburgische Infanterie-Regiment Nr. 66 hervorging. Dort wurde er am 17. Oktober 1860 zum Kompaniechef ernannt.
Im Krieg gegen Österreich führte Przychowski seine Kompanie 1866 bei Münchengrätz, Königgrätz sowie Preßburg und erhielt für sein Wirken den Roten Adlerorden IV. Klasse mit Schwertern. Unter Beförderung zum Major wurde er am 30. Oktober 1866 in das Infanterie-Regiment Nr. 79 nach Hildesheim versetzt, am 19. Januar 1867 mit der Führung des Jäger-Bataillons Nr. 10 in Goslar beauftragt, sowie am 3. August 1867 zum Kommandeur dieses Bataillons ernannt. Diese Stellung war für Przychowski eine besondere, da er über keine Erfahrung mit der Jägertruppe verfügte und zudem beim Aufbau des neuen Bataillons von der städtischen Verwaltung wenig bis gar keine Unterstützung erhielt.

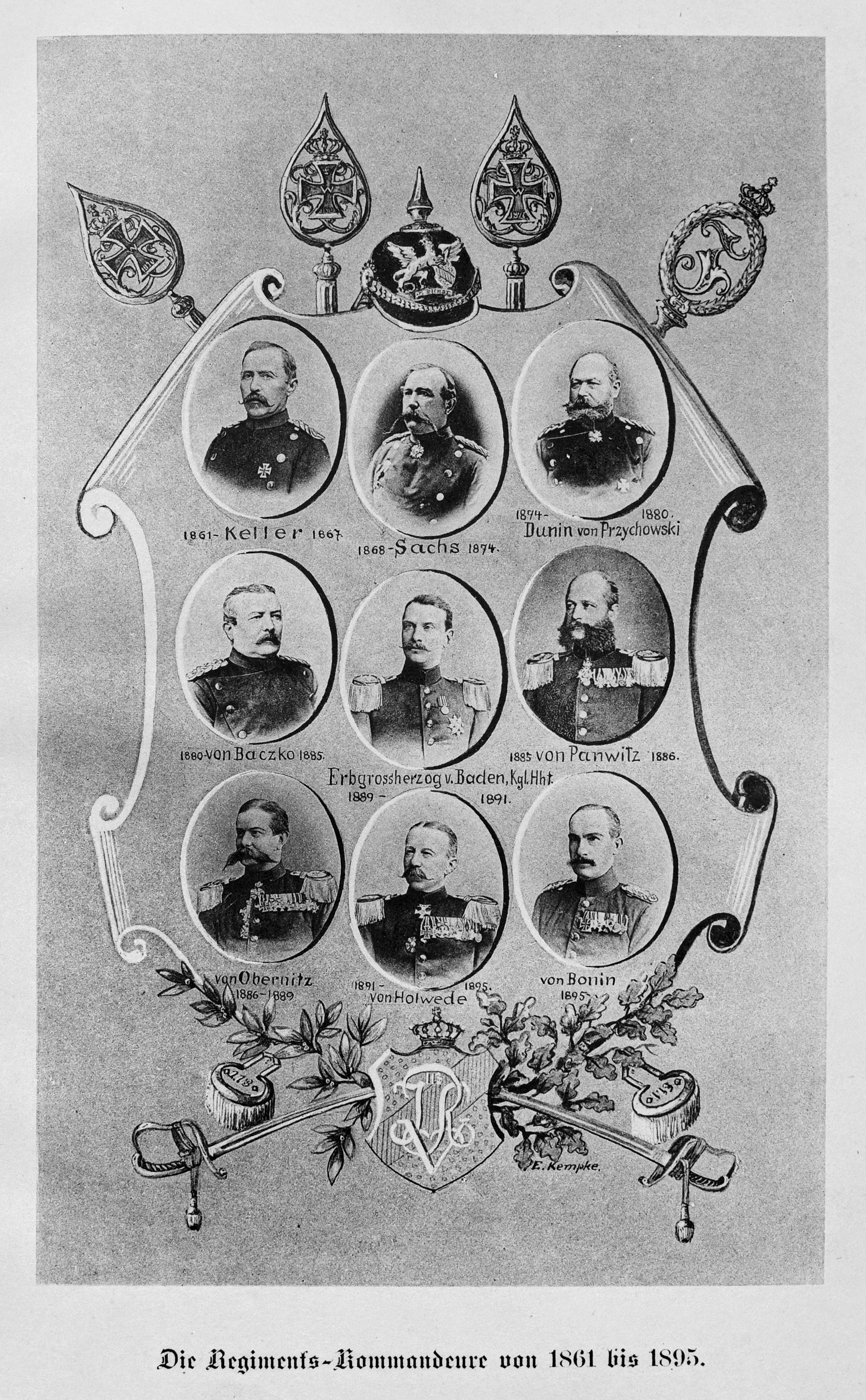
Oberst Alexander Dunin von Przychowski als dritter Kommandeur des 5. Badischen Infanterie-Regiments Nr. 113

Während des Krieges gegen Frankreich nahm er 1870/71 mit den Goslarer Jägern an den Kämpfen bei Vionville, Gravelotte, Beaune-la-Rolande, Les Tapes, Ladon, Lorcy, Maizières, Neuville-aux-Bois, Cravant, Beaugency, Vendôme, Rilly, Montoire, La Chartre-sur-le-Loir sowie Chahaignes teil und wurde in der Schlacht bei Le Mans verwundet. Ausgezeichnet mit beiden Klassen des Eisernen Kreuzes wurde er nach dem Friedensschluss am 18. August 1871 zum Oberstleutnant befördert und am 21. Mai 1872 als Kommandeur des Füsilier-Bataillon in das 3. Garde-Regiment zu Fuß versetzt. Nach der Beförderung zum Oberst beauftragte man Przychowski am 16. Januar 1874 unter Stellung à la suite zunächst mit der Führung des 5. Badischen Infanterie-Regiment Nr. 113 und ernannte ihn am 14. Februar 1874 zum Regimentskommandeur. In dieser Eigenschaft verlieh ihm Großherzog Friedrich I. 1877 das Kommandeurkreuz II. Klasse des Ordens vom Zähringer Löwen mit Schwertern. Mit der Beförderung zum Generalmajor übernahm Przychowski am 3. Februar 1880 die 7. Infanterie-Brigade in Bromberg und wurde am 12. Februar 1884 mit dem Charakter als Generalleutnant und Pension zur Disposition gestellt.
Nach seiner Verabschiedung würdigte ihn Kaiser Wilhelm II. Mitte September 1891 mit dem Kronen-Orden II. Klasse mit Stern und anlässlich des Ordensfestes im Januar 1896 mit dem Stern zum Roten Adlerorden II. Klasse mit Eichenlaub und Schwertern am Ringe. Zum Stiftungstag des Hannoverschen Jäger-Bataillons Nr. 10 wurde Przychowski am 16. Juni 1913 die Erlaubnis zum Tragen der Uniform dieses Verbandes erteilt. Er starb am 14. April 1916 in Erfurt.

### Familie
Przychowski heiratete am 8. Juni 1856 in Magdeburg Ida Henriette Nobbe (1832–1897), eine Tochter des Regierungspräsidenten in Magdeburg Heinrich Friedrich August Nobbe. Das Paar hatte mehrere Kinder:
- Hans (1857–1901), preußischer Major im Generalstab
- Anna (* 1858)
- Ella (* 1861)
- Fritz (1863–1914), preußischer Major und Bataillonskommandeur im 2. Nassauischen Infanterie-Regiment Nr. 88, gefallen bei Bertrix
- Heinrich (1864–1920)
- Wanda (* 1868)